# سادوفي
سادوفي (بالروسية: Садовое)، (باللاتينية: Sadovoe) (بالعربية: سادوفي)، قرية في مقاطعة تشوي، في قيرغيزستان. بلغ عدد سكانها حوالي 1،722 نسمة في عام 2015.